# Maślak alpejski
Maślak alpejski (Suillus bresadolae  (Quél.) Gerhold) – gatunek grzybów z rodziny maślakowatych (Suillaceae).

## Systematyka i nazewnictwo
Pozycja w klasyfikacji według Index Fungorum: Suillus, Suillaceae, Boletales, Agaricomycetidae, Agaricomycetes, Agaricomycotina, Basidiomycota, Fungi.
Po raz pierwszy takson ten zdiagnozował w 1887 r. Lucien Quélet nadając mu nazwę Boletus bresadolae. Obecną, uznaną przez Index Fungorum nazwę nadał mu w 1985 r. Gerhold, przenosząc go do rodzaju Suillus.
Synonimy:

- Boletopsis bresadolae (Quél.) Henn., in Engler & Prantl, Nat. Pflanzenfam., Teil. I (Leipzig) 1(1**): 195 (1898) [1900]
- Boletus bresadolae Quél., Fung. trident. 1(1): 13 (1881)
- Boletus viscidus var. bresadolae (Quél.) Costantin & L.M. Dufour, Nouv. Fl. Champ., Edn 1 (Paris): 150 (1891)
- Ixocomus bresadolae (Quél.) Quél., Fl. mycol. France (Paris): 416 (1888)
- Ixocomus viscidus var. bresadolae (Quél.) Quél., Fl. mycol. France (Paris): 416 (1888)
- Solenia bresadolae (Quél.) Kuntze, Revis. gen. pl. (Leipzig) 3(3): 522 (1898)
- Suillus aeruginascens var. bresadolae (Quél.) M.M. Moser, in Gams, Kl. Krypt.-Fl., Edn 3 (Stuttgart) 2b/2: 42 (1967)
- Suillus aeruginascens var. nueschii Singer ex Schmid-Heckel, Forschungsberichte Nationalpark Berchtesgarden 8: 103 (1985)
- Suillus bresadolae f. flavogriseus (Cazzoli & Consiglio) Klofac, Öst. Z. Pilzk. 22: 217 (2013)
- Suillus bresadolae var. flavogriseus Cazzoli & Consiglio, Fungo 15(Suppl. 1-3): 25 (1997) [1996]
- Suillus laricinus var. bresadolae (Quél.) Alessio, Boletus Dill. ex L. (Saronno): 344 (1985)
- Suillus nueschii Singer, Sydowia 15(1-6): 82 (1962) [1961]
- Suillus nueschii var. caerulescens Singer, Sydowia 15(1-6): 82 (1962) [1961]
- Suillus viscidus var. bresadolae (Quél.) Bon, Docums Mycol. 19(no. 74): 61 (1988)
- Viscipellis bresadolae (Quél.) Quél., Enchir. fung. (Paris): 156 (1886)[2].

W 2024 Komisja ds. Polskiego Nazewnictwa Grzybów Polskiego Towarzystwa Mykologicznego zarekomendowała używanie nazwy maślak alpejski.

## Występowanie i siedlisko
Grzyb występuje w Europie, przede wszystkim w Alpach. GBIF notuje też wystąpienie na kanadyjskim archipelagu Saint-Pierre i Miquelon. Polskie Towarzystwo Mykologiczne w 2024 stwierdziło "brak informacji o publikowanych stanowiskach w Polsce".